# Сафин, Алмаз Минигалеевич
Алмаз Минигалеевич Сафин (4 октября 1985, Раевский, Башкирская АССР — 14 января 2023, Кременная, Луганская область) — российский военнослужащий, старшина, разведчик-оператор десантно-штурмового полка, Герой Российской Федерации (посмертно, 2023).

## Биография
Родился 4 октября 1985 года в селе Раевский Альшеевского района Башкирской АССР. По национальности — башкир.
Окончил 9 классов средней школы № 2 и в том же селе СПТУ № 111, затем электромеханический техникум Бердска. С 2014 года служил по контракту в Новосибирском высшем военном командном училище.
В периоды с 2014—2017 годы обучал новобранцев в учебном центре по подготовке младших специалистов разведки при НВВКУ, готовил командиров отделений.
В 2018 году участвовал в боевых действиях в Сирии.
Принимал участие во вторжении России на Украину с 30 сентября 2022 года в составе 237-го гвардейского десантно-штурмового полка 76-й гвардейской десантно-штурмовой дивизии.
Согласно официальным заявлениям Министерства обороны России, в ходе одного из боёв Сафин из личного оружия убил пятерых украинских военных, а также продолжал управлять подчиненными и вести огонь, несмотря на осколочное ранение. Сафин скончался сразу после боя 14 января 2023 года.
Похоронен на Братском кладбище села Шафраново Альшеевского района Республики Башкортостан.

## Семья
Первый брак был зарегистрирован с Анастасией Васильевной. В этом браке родился сын Тимур. Вторая жена — Дарья Игоревна, в данном браке две дочери.

## Память
23 февраля 2024 года на территории НВВКУ был торжественно открыт бюст Героя. Кроме того в Бердском Политехническом колледже 12.05.2025 открыта Парта Героя посвященная Алмазу Сафину.

## Награды
- Медаль «За боевые отличия»[10];
- Медаль «Участнику военной операции в Сирии»[10];
- Медаль «5 лет на военной службе»[10];
- Герой Российской Федерации (17 января 2023, посмертно) — за мужество и героизм, проявленные при выполнении боевого задания[13];
- Орден генерала Шаймуратова (Республика Башкортостан, 2023, посмертно) — за проявленные мужество и героизм[14].